# Soldier Field
El Soldier Field (Camp del soldat en català) és un estadi de futbol americà situat dins del Burnham Park de Chicago (Illinois), Estats Units. És la seu dels Chicago Bears, equip de l'NFL, també va ser seu de l'equip de futbol Chicago Fire de la Major League Soccer.
L'estadi té capacitat per a 61.500 espectadors, el que en fa l'estadi de la National Football League de menor capacitat, darrere de l'Oakland-Alameda County Coliseum, que té una capacitat de 63.023 espectadors.

## Història
En els seus primers anys l'estadi era utilitzat pel College All-Star Game, que era un partit anual que enfrontava el campió de la Superbowl amb un equip universitari, aquest partit es va jugar fins al 1976, quan es va decidir suspendre'l a causa de l'alt grau de possibles lesions dels jugadors de l'NFL en aquests partits.
L'estadi era seu de nombrosos esdeveniments i exposicions de Chicago, com els Jocs Panamericans de 1959, però no va ser fins al setembre de 1971 quan va rebre el seu primer inquilí, l'equip dels Chicago Bears, aquest equip jugava anteriorment al Wrigley Field, amb l'arribada dels Chicago Bears es va remodelar l'estadi, es va construir una tribuna més (previ a 1971 l'estadi tenia forma d'U) cosa que va fer que l'estadi canviés la seva forma d'U a tenir forma d'una bala, també es van agregar seients a les tribunes existents, fet que va fer que el camp estigués més a prop de les grades, i es va substituir la superfície de gespa del camp pel Astroturf, aquest va ser retirat el 1988 i es reincorporà la gespa, el 1978 es van col·locar alguns seients individuals, i l'any 1994 amb motiu del Mundial dels Estats Units se li van afegir més seients individuals, fet que en va reduir la capacitat a 66.944 espectadors.

## Disseny Original

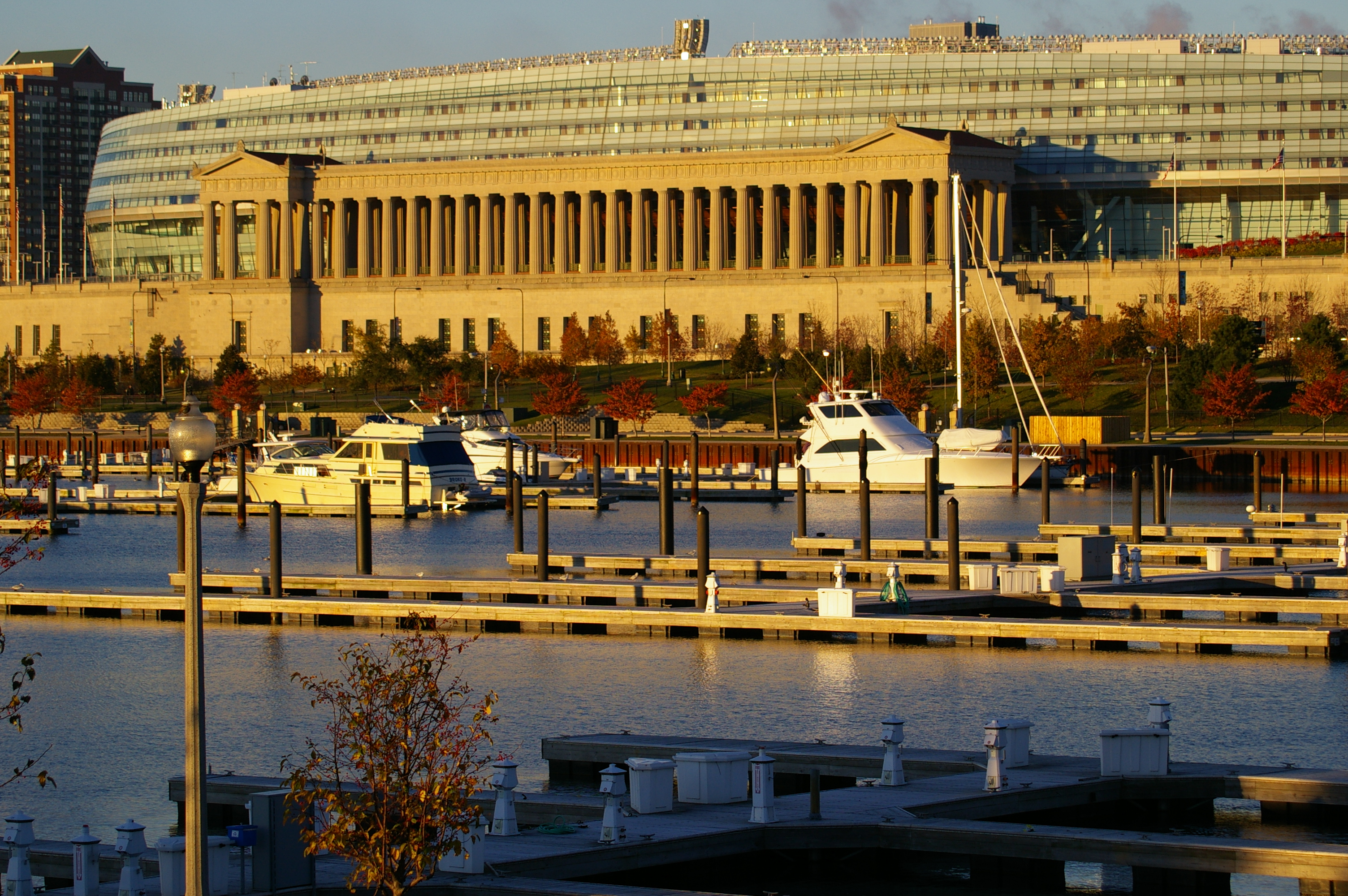
Vista de les columnes actuals des de la marina.

L'estadi va ser construït en memòria dels soldats caiguts durant les guerres, es va dissenyar el 1919 per la companyia Holabird & Roche, les obres van començar el 1922 i es van concloure el 1924, es va inaugurar el 9 d'octubre del 1924, el dia del 53 aniversari del Gran incendi de Chicago, sota el nom de Municipal Grant Park Stadium. El 1925 va rebre el nom per l'actual, el disseny es basava en l'estil grecoromà, comptava amb dues zones en les quals havia columnes dòriques que s'elevaven per sobre de les grades, actualment les grades modernes de l'estadi eclipsen aquestes columnes que és l'únic que es va deixar de l'antic estadi.

### Remodelació

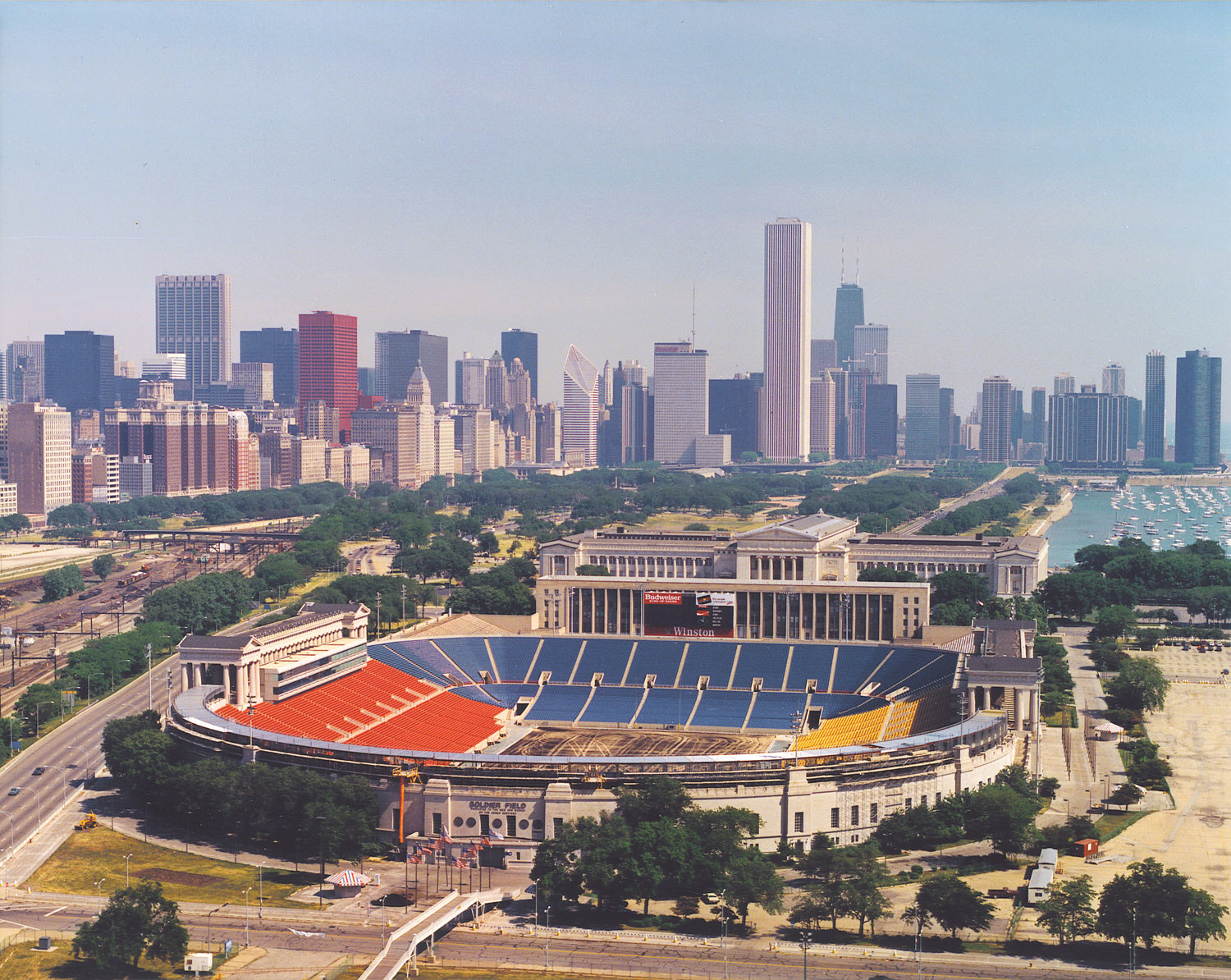
Vista de l'antic estadi a l'any 1988

El 2001 el Chicago Park District, propietari de l'estadi, anuncià que volia remodelar l'estadi, projecte criticat pel diari Chicago Tribune, però els propietaris argumentaven que la remodelació era necessària.
Quan es va acabar la remodelació l'any 2003 la reacció va ser desigual, d'una banda el diari The New York Times el va classificar com un dels cinc millors edificis construïts l'any 2003 mentre el crític d'arquitectura del Chicago Tribune l'anomenava «La monstruositat a la vora del llac».